# Lovište
Lovište – wieś w Chorwacji, w żupanii dubrownicko-neretwiańskiej, w gminie Orebić. W 2011 roku liczyła 228 mieszkańców.